# Le Chautay
Le Chautay település Franciaországban, Cher megyében. Lakosainak száma 264 fő (2022. január 1.). Le Chautay Cuffy, La Guerche-sur-l’Aubois, Menetou-Couture, Saint-Hilaire-de-Gondilly és Torteron községekkel határos.

## Népesség
A település népessége az elmúlt években az alábbi módon változott:
| Lakosok száma | 287  | 304  | 317  | 293  | 280  | 268  | 266  | 266  | 264  |
|               | 2013 | 2015 | 2016 | 2017 | 2018 | 2019 | 2020 | 2021 | 2022 |